# US Open-mesterskabet i mixed double 2019
US Open-mesterskabet i mixed double 2019 var den 128. turnering om US Open-mesterskabet i mixed double. Turneringen var en del af US Open 2019 og blev spillet i USTA Billie Jean King National Tennis Center i New York City, USA i perioden 29. august - 7. september 2019 med deltagelse af 32 par.
Mesterskabet blev vundet af wildcard-parret Bethanie Mattek-Sands og Jamie Murray, som i finalen besejrede førsteseedede Chan Hao-Ching og Michael Venus med 6−2, 6−3, og som dermed vandt titlen for andet år i træk. Det var første gang i 37 år, at et par forsvarende US Open-mesterskabet i mixed double, idet det senest skete for Anne Smith og Kevin Curren i 1982. For Jamie Murray var det endda den tredje titel i træk, eftersom han i 2017 havde vundet titlen med Martina Hingis som makker, hvor de i øvrigt også besejrede Chan og Venus i finalen, og han blev dermed den første spiller siden Margaret Court i 1965, der vandt US Open i mixed double tre år i træk, og den første mand siden Neale Fraser, der vandt titlen tre gange i træk fra 1958 til 1960 (med Margaret Osborne duPont som makker).
For Bethanie Mattek-Sands var sejren den fjerde grand slam-titel i mixed double, idet hun tidligere også havde vundet Australian Open 2012 sammen med Horia Tecău og French Open 2015 med Mike Bryan som makker. Det var hendes niende grand slam-titel i alt i hendes karriere, eftersom hun tidligere endvidere havde sejret i damedouble fem gange.
For Jamie Murray var triumfen hans femte grand slam-titel i mixed double i karrieren. Han havde inden da også vundet Wimbledon i 2007 sammen med Jelena Janković, samt Wimbledon- og US Open-titlerne i 2017 med Martina Hingis som makker. Det var hans syvende grand slam-titel i alt i hans karriere, idet han også havde vundet to herredouble-titler i 2016.

## Pengepræmier
Den samlede præmiesum til spillerne i mixed double androg $ 577.500 (ekskl. per diem), hvilket var en stigning på 10,4 % i forhold til året før.
| Resultat               | Pengepræmier | Pengepræmier | Ændring ift. 2018 |
| Resultat               | Pr. par      | Total        | Ændring ift. 2018 |
| ---------------------- | ------------ | ------------ | ----------------- |
| Vindere (1)            | $ 160.000    | $ 160.000    | +3,2 %            |
| Finalister (1)         | $ 76.000     | $ 76.000     | +8,6 %            |
| Semifinalister (2)     | $ 38.000     | $ 76.000     | +26,7 %           |
| Kvartfinalister (4)    | $ 19.975     | $ 79.900     | +33,2 %           |
| Tabere i 2. runde (8)  | $ 11.400     | $ 91.200     | +14,0 %           |
| Tabere i 1. runde (16) | $ 5.900      | $ 94.400     | +18,0 %           |
| Samlet præmiesum       | -            | $ 577.500    | +10,4 %           |

## Turnering

### Deltagere
Turneringen havde deltagelse af 32 par, der var fordelt på:
- 24 direkte kvalificerede par i form af deres ranglisteplacering.
- 8 par, der havde modtaget et wildcard.

#### Seedede spillere
De 8 bedste par blev seedet:
| Seedning | Rang. | Spiller                           | Resultat     |
| -------- | ----- | --------------------------------- | ------------ |
| 1        | 25    | Chan Hao-Ching Michael Venus      | Finale       |
| 2        | 27    | Gabriela Dabrowski Mate Pavić     | Kvartfinale  |
| 3        | 31    | Samantha Stosur Rajeev Ram        | Semifinale   |
| 4        | 32    | Latisha Chan Ivan Dodig           | Semifinale   |
| 5        | 32    | Nicole Melichar Bruno Soares      | Anden runde  |
| 6        | 34    | Demi Schuurs Henri Kontinen       | Kvartfinale  |
| 7        | 34    | Anna-Lena Grönefeld Oliver Marach | Første runde |
| 8        | 35    | Květa Peschke Wesley Koolhof      | Kvartfinale  |

#### Wildcards
Otte par modtog et wildcard til turneringen.
| Par                                | Resultat     |
| ---------------------------------- | ------------ |
| Hailey Baptiste Jenson Brooksby    | Første runde |
| Jennifer Brady Denis Kudla         | Anden runde  |
| Hayley Carter Jackson Withrow      | Anden runde  |
| Kaitlyn Christian James Cerretani  | Første runde |
| Danielle Collins Nicholas Monroe   | Første runde |
| Bethanie Mattek-Sands Jamie Murray | Mestre       |
| Christina McHale Ryan Harrison     | Første runde |
| Coco Vandeweghe Maxime Cressy      | Første runde |

### Resultater
| Chan Hao-Ching |
| Michael Venus  |

| Andreja Klepač |
| Ken Skupski    |

| Chan Hao-Ching |
| Michael Venus  |

| Desirae Krawczyk |
| Joe Salisbury    |

| Desirae Krawczyk |
| Joe Salisbury    |

| Hailey Baptiste |
| Jenson Brooksby |

| Chan Hao-Ching |
| Michael Venus  |

| Duan Yingying     |
| Marcelo Demoliner |

| Květa Peschke  |
| Wesley Koolhof |

| Laura Siegemund |
| Andreas Mies    |

| Duan Yingying     |
| Marcelo Demoliner |

| Christina McHale |
| Ryan Harrison    |

| Květa Peschke  |
| Wesley Koolhof |

| Květa Peschke  |
| Wesley Koolhof |

| Chan Hao-Ching |
| Michael Venus  |

| Latisha Chan |
| Ivan Dodig   |

| Latisha Chan |
| Ivan Dodig   |

| M.J. Martínez Sánchez |
| Neal Skupski          |

| Latisha Chan |
| Ivan Dodig   |

| Lucie Hradecká |
| Artem Sitak    |

| Raluca Olaru  |
| Franko Škugor |

| Raluca Olaru  |
| Franko Škugor |

| Latisha Chan |
| Ivan Dodig   |

| Alicja Rosolska |
| Nikola Mektić   |

| Raquel Atawo   |
| Fabrice Martin |

| Abigail Spears |
| Rohan Bopanna  |

| Abigail Spears |
| Rohan Bopanna  |

| Raquel Atawo   |
| Fabrice Martin |

| Raquel Atawo   |
| Fabrice Martin |

| Anna-Lena Grönefeld |
| Oliver Marach       |

| Chan Hao-Ching |
| Michael Venus  |

| Demi Schuurs   |
| Henri Kontinen |

| Bethanie Mattek-Sands |
| Jamie Murray          |

| Asia Muhammad   |
| Austin Krajicek |

| Demi Schuurs   |
| Henri Kontinen |

| Jennifer Brady |
| Denis Kudla    |

| Jennifer Brady |
| Denis Kudla    |

| Zheng Saisai  |
| Joran Vliegen |

| Demi Schuurs   |
| Henri Kontinen |

| Kirsten Flipkens       |
| Édouard Roger-Vasselin |

| Samantha Stosur |
| Rajeev Ram      |

| Coco Vandeweghe |
| Maxime Cressy   |

| Kirsten Flipkens       |
| Édouard Roger-Vasselin |

| Kaitlyn Christian |
| James Cerretani   |

| Samantha Stosur |
| Rajeev Ram      |

| Samantha Stosur |
| Rajeev Ram      |

| Samantha Stosur |
| Rajeev Ram      |

| Nicole Melichar |
| Bruno Soares    |

| Bethanie Mattek-Sands |
| Jamie Murray          |

| Hsieh Su-Wei     |
| Hsieh Cheng-Peng |

| Nicole Melichar |
| Bruno Soares    |

| Bethanie Mattek-Sands |
| Jamie Murray          |

| Bethanie Mattek-Sands |
| Jamie Murray          |

| Zhang Shuai |
| John Peers  |

| Bethanie Mattek-Sands |
| Jamie Murray          |

| Danielle Collins |
| Nicholas Monroe  |

| Gabriela Dabrowski |
| Mate Pavić         |

| Hayley Carter   |
| Jackson Withrow |

| Hayley Carter   |
| Jackson Withrow |

| Simona Halep |
| Horia Tecău  |

| Gabriela Dabrowski |
| Mate Pavić         |

| Gabriela Dabrowski |
| Mate Pavić         |